# Cornelis van der Voort

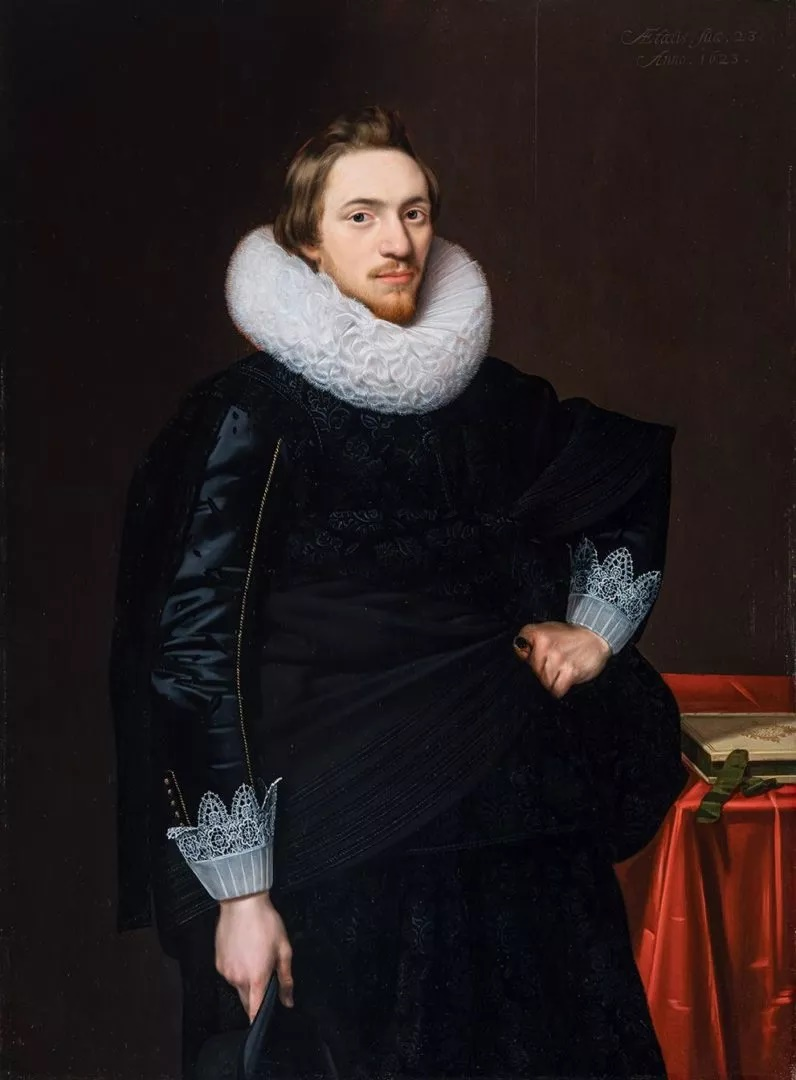
Retrato de joven caballero, 1623. Óleo sobre lienzo, 122,5 x 89,3 cm. Inscripción en el ángulo superior derecho: «AEtatis.sua.23 / Anno 1623». Museo de Bellas Artes de Bilbao. Comodato de la familia Sota Mac-Mahon.

Cornelis van der Voort (Amberes, 1576-Ámsterdam, 2 de noviembre de 1624) fue un pintor de retratos individuales y de grupo de la llamada Edad dorada de la pintura neerlandesa.

## Biografía
Tras la ocupación de Amberes por las tropas de Alejandro Farnesio y acogiéndose al plazo dado a los protestantes para abandonar la ciudad, su familia emigró a Ámsterdam donde su padre Pierre adquirió los derechos de ciudadanía en 1592. Establecido en Ámsterdam se cree pudo tener como maestro a Cornelis Ketel, recientemente retornado de Inglaterra donde había hecho carrera como pintor de retratos de cuerpo entero y tamaño natural. Será ese también el género de retratos que cultive Van der Voort, junto con los retratos en pendant de esposos de tres cuartos y los más grandes retratos de grupo de las guardias cívicas y de los regentes de instituciones benéficas.

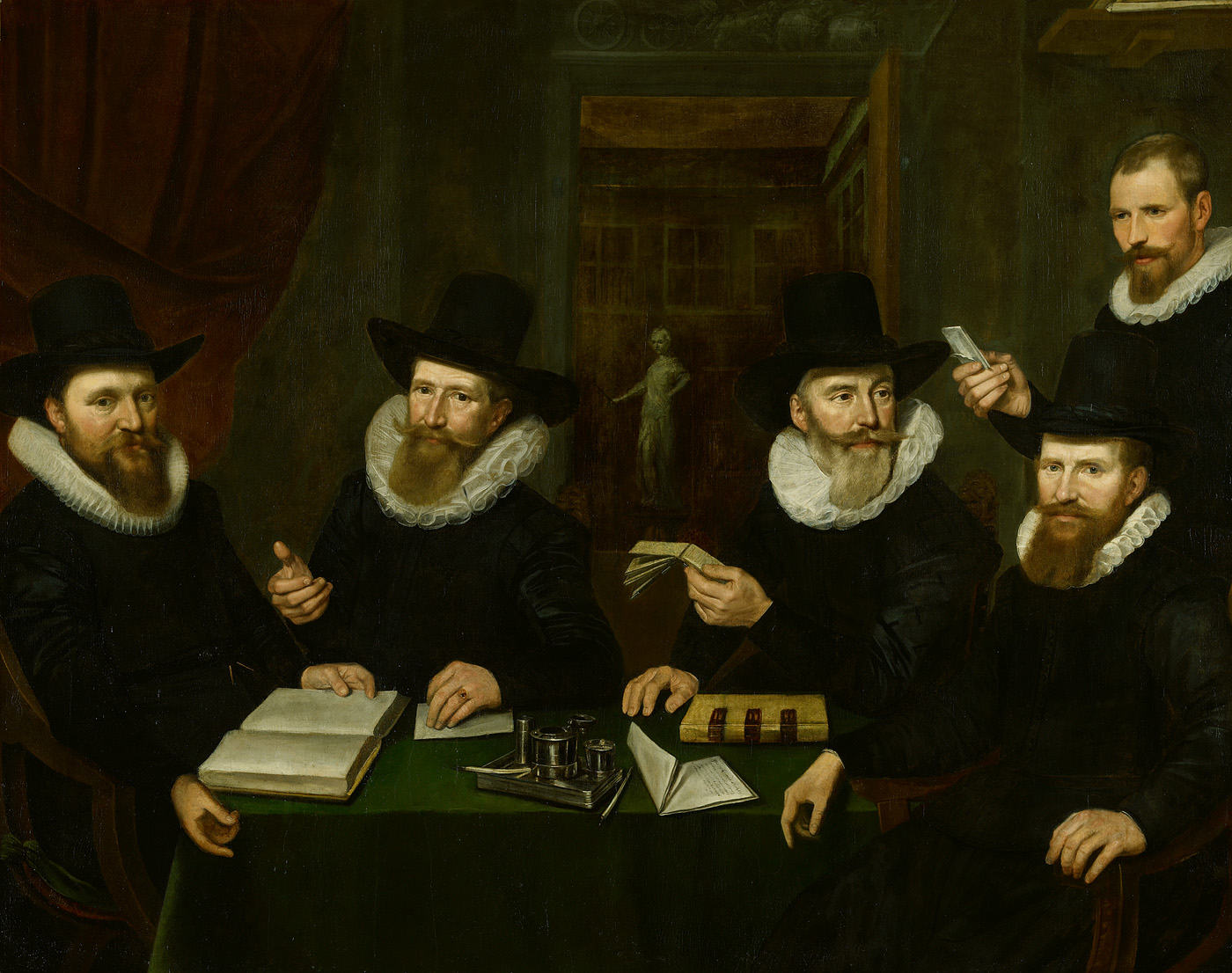
Regentes de la Rasphuis, 1618. Óleo sobre lienzo, 153,5 cm x 192 cm, Amsterdam Museum.

En octubre de 1598 contrajo matrimonio con Truytgen Willems, con quien tuvo tres hijos. Viudo, en 1613 se casó en segundas nupcias con Cornelia Brouwer, de cuyo matrimonio nacieron otros cinco hijos. Hacia ese mismo año o un poco más tarde fijó su residencia en la Breestraat, el primer ensanche de la ciudad, donde abrió un moderno y amplio taller idóneo para el tipo de cuadros de gran tamaño que comenzaba a demandar la clientela. Más tarde Rembrandt se iba a instalar en la casa vecina, la actual Rembrandthuis. Allí pintó en 1617 a los regentes del Binnengasthuis (Amsterdam Museum), en lo que será el primer retrato de un grupo de regentes de una institución benéfica (un hospital) sentados en torno a una mesa y atareados en el ejercicio de sus funciones, un género de retrato que no tardará en popularizarse en el arte de los Países Bajos y al que el propio Van der Voort contribuyó con otros tres retratos, de los regentes de la Rasphuis (correccional para hombres), del Oude Manen en Vrouwengasthuis (asilo de ancianos) y de los Gasthuizen, otro hospital.
Retratista de prestigio y con obra abundante, tuvo numerosos alumnos, entre ellos David Bailly, que se formó en su taller entre 1601 y 1607; Pieter Luycx, Dirk Harmensz, Louis du Prée, Thomas de Keyser, Nicolaes Eliasz. Pickenoy y su propio hijo Pieter, quien también habría sido pintor aunque actualmente no se conoce ninguna obra suya.
Van der Voort fue además coleccionista y quizá comerciante de arte, y llegó a reunir una notable colección, vendida una parte de ella en abril de 1614 por 3457 gulden y el resto a su muerte por otros 2617.